# Koreaboo
Koreaboo é um portal da web e site de mídia em inglês com foco no compartilhamento de conteúdo K-pop. Lançado em 4 de outubro de 2010, cresceu e se tornou uma das maiores plataformas de conteúdo para leitores internacionais de K-Pop, com mais de 50 milhões de leitores em todo o mundo.
O site se concentra principalmente nas indústrias sul-coreanas de entretenimento e celebridades, mas expandiu-se para reportar notícias de tendências culturais, tecnológicas e de estilo de vida com grande sucesso.
Desde o lançamento em 2010, Koreaboo expandiu seu alcance produzindo vários concertos, festivais e audições. Em 2012, Koreaboo chamou a atenção do mega-conglomerado coreano CJ E&M e juntos fundaram a KCON, a maior convenção de K-Pop realizada nos Estados Unidos.
Koreaboo também é creditado com a descoberta da cantora sul-coreana Wendy, que agora faz parte do girl group da SM Entertainment, Red Velvet, em 2010, durante suas audições para a Cube Entertainment em Vancouver, BC.